# 日本測量機器工業会
一般社団法人日本測量機器工業会（にほんそくりょうききこうぎょうかい、英語の名称："Japan Surveying Instruments Manufacturers' Association", 略称：日測工またはJSIMA）は、日本国内における測量機器工業の振興を行う業界団体。
会員数は、正会員25社、賛助会員378社、合計403社である（平成21年7月1日現在）。
1946年（昭和21年）4月1日に設立された。2006年（平成18年）12月1日に法人組織化され、有限責任中間法人日本測量機器工業会となった。2008年（平成20年）12月1日の中間法人法廃止に伴い、2009年（平成21年）5月25日に団体名を一般社団法人日本測量機器工業会に変更した。

## 所在地
- 東京都港区芝公園3丁目5番8号　機械振興会館内。

## 正会員一覧
A会員
- 株式会社トプコン
- 株式会社ニコン・トリンブル

B会員
- アイサンテクノロジー株式会社
- エアロセンス株式会社
- 有限会社牛方商会
- STS株式会社
- 有限会社エム・テイプレシジョン
- 株式会社カクマル
- 計測ネットサービス株式会社
- 株式会社建設システム
- 株式会社小泉測機製作所
- 株式会社コノエ
- 株式会社サンポリ
- 宣真工業株式会社
- 測位衛星技術株式会社
- 株式会社大平産業
- タマヤ計測システム株式会社
- TIアサヒ株式会社
- 株式会社TJMデザイン
- ファロージャパン株式会社
- 福井コンピュータ株式会社
- 株式会社マイゾックス
- ライカジオシステムズ株式会社